# 似細尖條鰍
似細尖條鰍（學名：Oxynoemacheilus phoxinoides），為輻鰭魚綱鯉形目條鰍科尖條鰍屬的其中一種。被IUCN列為極危保育類動物，分布於亞洲土耳其伊茲尼克淡水流域，體長可達5.2公分，棲息在河川底層水域，生活習性不明。

## 扩展阅读
維基物種上的相關：似細尖條鰍